# Jamestown (Missouri)
Jamestown é uma cidade  localizada no estado americano de Missouri, no Condado de Moniteau.

## Demografia
Segundo o censo americano de 2000, a sua população era de 382 habitantes.
Em 2006, foi estimada uma população de 398, um aumento de 16 (4.2%).

## Geografia
De acordo com o United States Census Bureau tem uma área de
2,6 km², dos quais 2,6 km² cobertos por terra e 0,0 km² cobertos por água. Jamestown localiza-se a aproximadamente 265 m acima do nível do mar.

## Localidades na vizinhança
O diagrama seguinte representa as localidades num raio de 20 km ao redor de Jamestown.